# Sentosa Golf Club

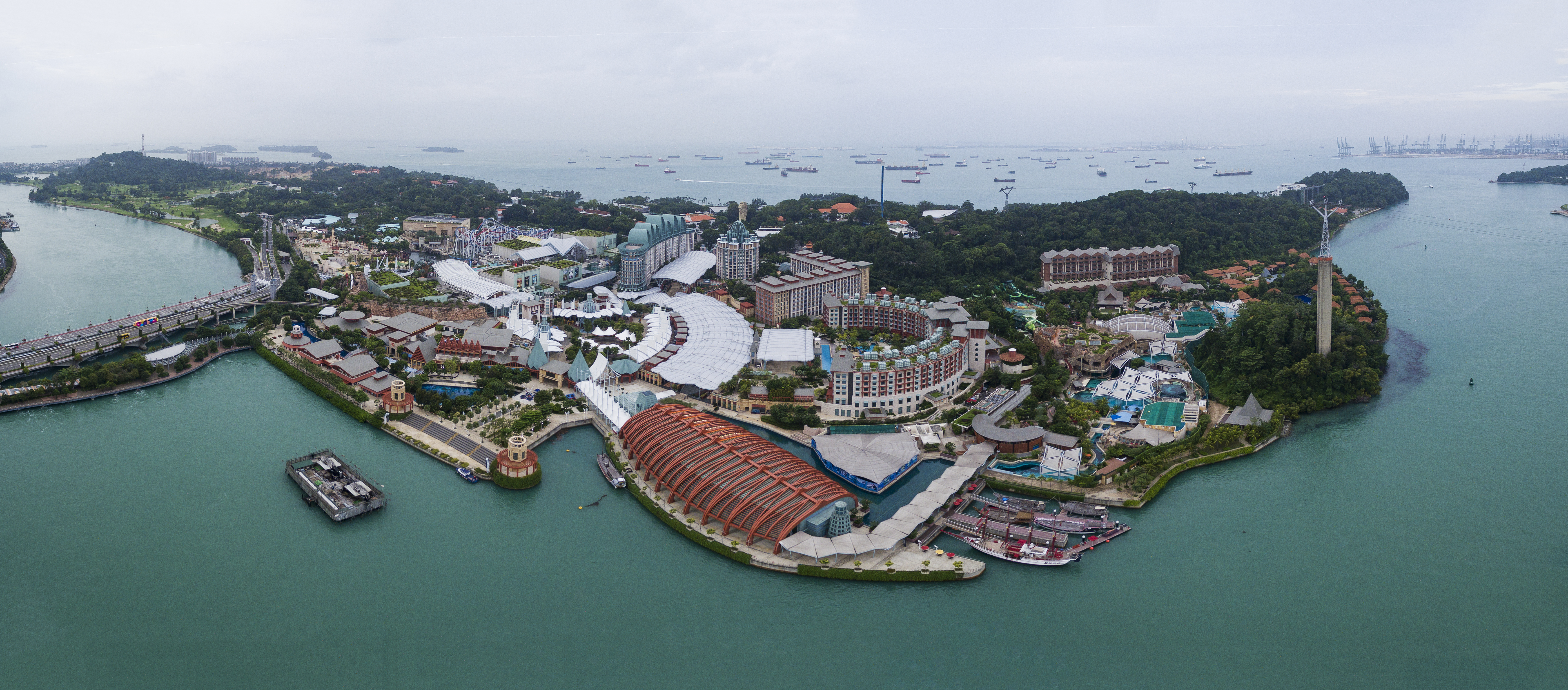
Golfklubbens ena golfbana Serapong kan man skymta längst till vänster på ön Sentosa. Bilden är tagen i februari 2016.

Sentosa Golf Club är en privat golfklubb som ligger på ön Sentosa i Singapore.
Golfklubben grundades i mars 1974 efter att golfbanan Tanjong hade blivit anlagd två år tidigare. Den blev omdesignad 1993, 2006 och 2016. Golfbanan har 18 hål och 72 i par samt är totalt 6 218 meter. Deras andra golfbana är Serapong och anlades 1982. Denna golfbana blev också omdesignad och det hände 2002 och 2007. Efter senaste omarbetet har den också 18 hål och 72 i par men är dock längre med 6 675 meter.
Sentosa Golf Club har stått som värd för herrtävlingen Singapore Open (2005–2022) och damtävlingen HSBC Women's Champions (2013–). Andra tävlingar som har arrangerats på golfklubben har varit olika asiatiska (och oceaniska) amatörtävlingar samt kvalificeringstävlingar till majortävlingen The Open Championship. Golfklubben kommer i april 2023 att arrangera Liv Golf Singapore.